# Mermiglossa rufa
Mermiglossa rufa là một loài Hymenoptera trong họ Andrenidae. Loài này được Friese mô tả khoa học năm 1912.